# سرعة قصوى لطائرة

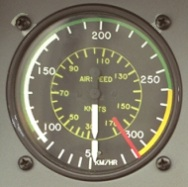
مقياس سرعة لـ دي ار 400

السرعة القصوى لطائرة هي السرعة التي يجب على الطائرة الا تتجاوزها خوفا من تحطمها أو تعرضها لاضرار, وهو ما يمكن ان يعرض رحلات تالية للخطر.
هناك عدة سرعات قصوى باعتبار الظروف الخارجية وحالة الطائرة.
- السرعة القصوى، رمزها VNE بالإنجليزية Velocity never exceed, السرعة التي لا يجب تعديها ابدا. 
على بعض مقاييس السرعة, هذه السرعة توضح بخط أحمر.
- السرعة القصوى التي لا يجب تعديها في طقس سيئ, رمزها VNO بالإنجليزية Velocity normal operating. وهي السرعة التي لا يجب تعديها حقيقة لانها تقدم فارق سلامة مقارنة بالـ VNE, مطبات هوائية أو عاصفة مفاجئة يمكن ان تعطب الطائرة إذا تجاوزت هذه السرعة, هذا إذا لم تؤد إلى تحطمها.
على بعض مقاييس السرعة, السرعة بعد الـ VNO توضح بقوس أصفر.
- السرعة القصوى التي لا يجب تعديها عندما تكون الجنيحات الاضافية المتحركة خارجة أو معطوبة, رمزها VFE بالإنجليزية Velocity flaps extended. بعد هذه السرعة، يمكن للجنيحات أو حتى الاجنحة التضرر بشدة.
على بعض مقاييس السرعة توضح السرعات الاقل منها بقوس أبيض.